# Synthemis flexicauda
Synthemis flexicauda – gatunek ważki z rodziny Synthemistidae.